# Kunice (Boemia centrale)
Kunice è un comune della Repubblica Ceca facente parte del distretto di Praha-východ, in Boemia Centrale.